# Autopista AP-4
Die Autopista AP-4 oder Autopista del Sur ist eine Autobahn in Spanien und Teil der Europastraße 05. Die Autobahn beginnt in Sevilla und endet in Cadiz.

## Streckenverlauf

### Abschnitte
| Position | Kurzbezeichnung | Abschnitt                                              | km   | Eröffnung |
| -------- | --------------- | ------------------------------------------------------ | ---- | --------- |
| 1        | AP-4            | Dos Hermanas-Los Palacios y Villafranca                | 10,2 | 1971      |
| 2        | AP-4            | Los Palacios y Villafranca-Las Cabezas de San Juan     | 21,5 | 1971      |
| 3        | AP-4            | Las Cabezas de San Juan-Jerez de la Frontera (nord)    | 33,6 | 1972      |
| 4        | AP-4            | Jerez de la Frontera (nord)-Jerez de la Frontera (süd) | 6,3  | 1972      |
| 5        | AP-4            | Jerez de la Frontera (süd)-Puerto Real                 | 20   | 1971      |

### Streckenführung
| Position | km      | Richtung (Cádiz)                                                               | Richtung (Sevilla)                                       | Anschluss an     |
| -------- | ------- | ------------------------------------------------------------------------------ | -------------------------------------------------------- | ---------------- |
| 1        |         | Dos Hermanas                                                                   | weiter in Richtung Sevilla als N-IV                      | N-IV             |
| 2        | 13      |                                                                                | Dos Hermanas                                             |                  |
| 3        | 15      |                                                                                | Sevilla                                                  | E-5 A-4          |
| 4        |         | Área de Servicio Los Palacios                                                  |                                                          |                  |
| 5        | 23-24   | A-362 Utrera-Los Palacios y Villafranca                                        | A-362 Utrera-Los Palacios y Villafranca                  | N-IV             |
| 6        |         |                                                                                | Área de Servicio de El Fantasma                          |                  |
| 7        | 44      | Lebrija-Las Cabezas de San Juan                                                |                                                          |                  |
| 8        |         | Troncal de Las Cabezas (Mautstelle)                                            | Troncal de Las Cabezas (Mautstelle)                      |                  |
| 9        | 45      |                                                                                | Lebrija-Las Cabezas de San Juan                          |                  |
| 10       | 53      | El Cuervo de Sevilla                                                           |                                                          | N-IV             |
| 11       | 61      | Provinz Cádiz                                                                  | Provinz Sevilla                                          |                  |
| 12       |         | Área de Servicio de El Cuadrejón                                               | Área de Servicio de El Cuadrejón                         |                  |
| 13       | 78-79   | Jerez de la Fronteranorte Flughafen Arcos de la Frontera Circuito de Velocidad | Jerez de la Fronteranorte Flughafen                      | N-349 A-389      |
| 14       | 80      |                                                                                | Arcos de la Frontera Circuito de Velocidad               | A-382            |
| 15       | 84-85   | Jerez de la Frontera (süd) – Algeciras                                         | Jerez de la Frontera (süd) – Algeciras                   | A-381            |
| 16       | 101-102 | Puerto Real El Puerto de Santa María-San Fernando Algeciras                    | Paterna de Rivera Jerez de la Frontera-Sevilla Algeciras | E 5 A-4 E 5 A-48 |
| 17       | 104     | Puerto Real El Puerto de Santa María-San Fernando Algeciras                    |                                                          | CA-32 A-48       |
| 18       |         | weiter nach Cadiz via CA-35                                                    | Puerto Real                                              | CA-35            |

## Größere Städte an der Autobahn
- Sevilla
- Jerez
- Cadiz